# Museu de la Guerra d'Alliberament
El Museu de la Guerra d'Alliberament (bengalí: মুক্তিযুদ্ধ যাদুঘর Muktijuddho Jadughôr) és un museu situat a Dhaka, la capital de Bangladesh, que commemora la Guerra d'Alliberament de Bangladesh, que va tenir com a conseqüència la independència d'aquest territori del Pakistan.
El museu va obrir el 22 de març de 1996, i té més de 10.000 objectes, exposats o en el seu arxiu.

## Col·lecció
Les sales de la planta baixa estan dedicades a la història primerenca de Bangladesh i el moviment d'independència indi contra l'ocupació britànica a Bengala. Cal destacar la mostra que explica la lluita del Moviment per la Llengua pel reconeixement de la llengua bengalí dins el Pakistan, el qual és considerat com el començament del moviment per la independència de Bangladesh. Diverses sales tracten el conflicte entre els aleshores anomenats Pakistan Occidental (actual Pakistan) i Pakistan Oriental (l'actual Bangladesh), l'ascens del líder nacionalista bengalí Sheikh Mujibur Rahman i els esdeveniments de 1971, que van derivar en la independència d'aquest país asiàtic.
La cobertura de la guerra d'alliberament inclou l'entrenament i les operacions del Mukti Bahini, l'exèrcit de guerrilla organitzat per la Lliga Awami per resistir davant les forces paquistaneses. Altres sales estan centrades en el genocidi dut a terme per l'exèrcit del Pakistan contra la població bengalí amb l'Operació "Searchlight", focalitzada en intel·lectuals, estudiants, així com els dirigents hindú i els líders de la Lliga Awami, i també en la crisi humanitària creada per les inundacions, que van desplaçar deu milions de refugiats a la veïna Índia.
Seguidament, el relat continua amb el suport indi a Mukti Bahini i la subsegüent intervenció militar amb l'esclat de la Guerra Indo-Pakistanesa de 1971, que va portar a la rendició de totes les forces paquistaneses a Bangladesh el 16 de desembre de 1971.
S'exposen les armes usades per la guerrilla Mukti Bahini, així com els objectes personals dels seus combatents i també de les víctimes civils de les atrocitats dutes a terme per l'exèrcit paquistanès, molts dels quals han estat donats per les seves famílies després del conflicte. A més a més es mostren els cranis i altres ossos recuperats de les fosses comunes dels assassinats per les forces armades del Pakistan.

## Relacions internacionals
L'any 2006 el museu va rebre una donació del govern japonès que el dotaria de moderns aparells audiovisuals, amb l'objectiu d'ajudar a la conservació del llegat i la memòria del moviment independentista de Bangladesh. El museu és membre de l' American Alliance of Museums. També és membre fundador d'International Coalition of Historic Site Museums of Conscience.